# Franky the Mobster
Marc-André Boulanger, mais conhecido pelo seu nome no ringue Franky The Mobster, é um lutador canadense de wrestling profissional. Ele atualmente luta pela Northern Championship Wrestling (NCW) e realiza aparições esporádicas em promoções independentes do Canadá.
Franky também já trabalhou em empresas como a Pro Wrestling Guerrilla (PWG) e a Combat Zone Wrestling (CZW), sendo que já foi Campeão Iron Man da última.

## Títulos e prêmios
- Blood Sweat and Ears
  - BSE Suicide Six-Pack Championship (1 vez)[2][3][4]

- Canadian Championship Wrestling
  - CCW Poid-Lourd Championship (2 vezes)[5]

- Combat Zone Wrestling
  - CZW Iron Man Championship (1 vez)[6]

- International Wrestling Syndicate
  - IWS Heavyweight Championship (1 vez)[7]
  - IWS Tag Team Championship (2 vez)[7]

- Northern Championship Wrestling
  - NCW Inter-City Championship (3 vezes)[8]
  - NCW Quebec Championship (3 vezes)[9]
  - NCW Tag Team Championship (5 vezes)[10]
  - NCW Television Championship (1 vez)[11]

- Top of the World Wrestling
  - ToW Heavyweight Champion (1 vez)

- Pro Wrestling Illustrated
  - PWI o colocou como 356º melhor lutador profissional masculino de 2010 [12]